# A Hot Night in Paris
A Hot Night in Paris è l'unico album della The Phil Collins Big Band pubblicato dalla Atlantic Records nel 1999, in cui vengono reinterpretati in chiave jazz vecchi successi solisti e dei Genesis, ex band di Phil Collins qui nelle vesti di batterista e solo raramente di cantante.

## Tracce
1. Sussudio
2. That's All
3. Invisible Touch
4. Hold on My Heart
5. Chips and Salsa
6. I Don't Care Anymore
7. Milestones
8. Against All Odds (Take a Look at Me Now)
9. Pick Up the Pieces
10. Endos Suite